# 兴安镇 (阿荣旗)
兴安镇是中华人民共和国内蒙古自治区呼伦贝尔市阿荣旗下辖的一个镇。
2016年，内蒙古自治区人民政府批复同意从六合镇划出部分区域，设置兴安镇，辖金边堡、太平桥、牧奎、河南、榆树、长胜、河发、联合、兴发、七道泉子、沃勒莫丁、青山堡、育合、太平岗16个村。

## 行政区划
兴安镇下辖以下村级行政区划单位：
兴安社区、金边堡村、太平桥村、牧奎村、河南村、榆树村、长胜村、河发村、联合村、兴发村、七道泉子村、沃勒莫丁村、青山堡村、育合村和太平岗村。